# René Decastelo
René Decastelo (* 25. července 1973 Želiv) je český spisovatel a scenárista. Knihy publikuje ještě pod pseudonymem Božena Svárovská.

## Život
René Decastelo se narodil v roce 1973 v Želivě. Po absolvování gymnázia v Pelhřimově studoval psychologii a pedagogiku na Filozofické fakultě Univerzity Karlovy, avšak vysokoškolské studium nedokončil.
Působil v řadě českých lifestylových periodik, od roku 1998 byl jedním z novinářů vydavatelství Stratosféra. Byl dlouholetým šéfredaktorem měsíčníku Esquire, podílel se na vzniku týdeníku Redhot a několika dalších časopisů. Od roku 2003 do roku 2014 byl kreativním ředitelem vydavatelského domu Mladá fronta a šéfredaktorem časopisu forMEN. Podílel se jako dramaturg, scenárista a kreativní producent na seriálech Doktoři z Počátků, Ordinace v růžové zahradě, Ohnivý kuře, Modrý kód, Krejzovi, Slunečná a Zoo.

## Rodinný život
V roce 2002 si vzal na Seychelách novinářku Štěpánku Decastelo, v roce 2003 se jim narodil syn Elias Decastelo. V roce 2009 se oženil v Želivě s herečkou a moderátorkou Evou Decastelo. V září 2009 se mu narodil syn Michael a o rok později dcera Zuzanka. Na jaře 2022 ohlásili manželé rozvod.

## Dílo
- Nevím, co bude
- O ženách vím všechno, 2002 – o světě celebrit a o vztazích mezi ženami a muži, ISBN 80-242-0907-1
- Divoká jízda, 2006 – povídka Deník v souboru 18 erotických povídek, ISBN 80-242-1639-6
- O ženách vím všechno/Pro lásku by vraždil každý, 2009 – dvě knihy plné divokého sexu, touhy po slávě a zákeřných vztahů v bulvárních časopisech, ISBN 978-80-204-2051-0
- Dům – Velká bitva s omany, 2009 – dobrodružství obyčejného kluka, který poznal tajemství kouzelníků Rudolfa II. a učí se je používat, ISBN 978-80-204-2115-9